# 南赤道洋流

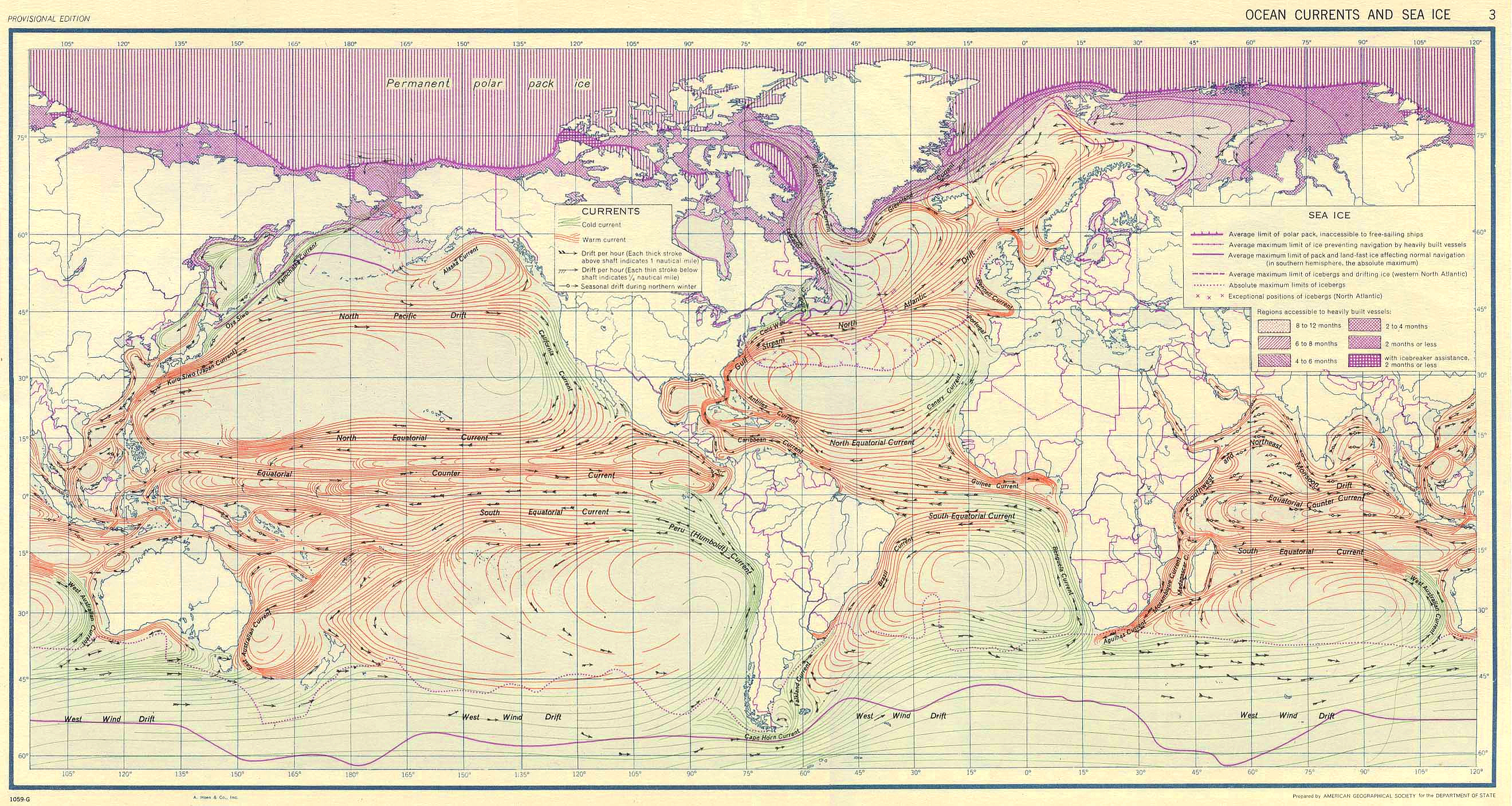
世界洋流概要。

南赤道洋流（South Equatorial Current），或稱為南赤道暖流，為一個顯著的大西洋、太平洋及印度洋的洋流，在赤度至南緯20度間由東向西流。南赤道洋流在大西洋及太平洋向北伸延至北緯5度。

## 推動的動力
在南半球中，南赤道洋流為大型的亞熱帶環流（subtropical gyres）的西行部分。此環流在熱帶及赤道地區由信風由東向西推動，在南緯30度由西風帶推動。其推動經過一個複雜過程，包括西邊界流（western boundary current）的強化。

## 在印度洋的流向
在印度洋，向西流的南赤道洋流只在赤度南部有高度發展。在赤度中，其風向因為季候風而每年改變方向兩次，所以其表面洋流可能向西或向東流。